# S.F.I.-Gammelin Ga.1
Die S.F.I.-Gammelin Ga.1 entstand 1934 bei der Sächsischen Luftfahrt-Industrie GmbH in Dresden als umbaufähiges Leichtflugzeug.

## Entwicklung
Bei der Sächsischen Flugzeug-Industrie GmbH griff Erich Gammelin 1934 die Idee eines preisgünstigen, für Jedermann erschwinglichen Leichtflugzeugs auf. In Anlehnung an das mit Antonius Raab und Paul Hall bei den Raab-Katzenstein-Werken entwickelte Leichtflugzeug Raab-Katzenstein RK 9 Grasmücke entstand bei S.F.I. in Dresden mit der S.F.I.-Gammelin Ga.1 ein sogenanntes Kombinationsflugzeug, das einerseits eine einfache, preiswert zu fertigende Struktur aufwies und andererseits mit wenigen Handgriffen für unterschiedlichste Nutzungen, wie Sport-, Kunst-, Schul- und Reiseflug umgerüstet werden konnte.
Der Erstflug der S.F.I.-Gammelin Ga.1 fand am 21. Juli 1934 in Dresden durch Erich Gammelin statt. Das Reichsluftfahrtministerium zeigte an der Entwicklung der Leichtflugzeuge kein Interesse. Eine Serienaufnahme fand bei S.F.I. nicht statt.

## Konstruktion
In seiner Grundauslegung war die zweisitzige S.F.I.-Ga.1 ein Schulterdecker in Gemischtbauweise. Die Tragflächen waren in Holzbauweise ausgeführt, während der Rumpf eine Stahlrohrkonstruktion darstellte. Eine Besonderheit stellte das Fahrwerk dar. Die Schenkel des Fahrgestells waren aus Stahlrohr hergestellt und ihre Abfederung aus Gummipuffern war nicht außen am Flugzeug angebracht, sondern im Rumpfinneren. Die Übertragung der Landestöße auf die Puffer erfolgte durch eine Hebelübersetzung, die es ermöglichte die Fahrgestellstreben im Inneren des Flugzeugs unterzubringen und vollständig zu verkleiden, sodass der Fahrwerkswiderstand auf ein Minimum reduziert werden konnte. Als Antrieb kam ein 80-PS-Hirth-HM60R-Motor zum Einsatz.
Eine weitere Besonderheit des Flugzeugs war seine Konfigurierbarkeit. Für Schul- und Reklameflüge konnte die Tragfläche mit Aufsätzen verlängert werden. Für den Kunst- und Sportflug konnten die kurzen Basis-Tragflächen genutzt werden. Für längere Reiseflüge konnte der Cockpitbereich mit einer leicht installierbaren Glashaube abgedeckt werden.

## Technische Daten
| Kenngröße             | Ga.1                                                       |
| --------------------- | ---------------------------------------------------------- |
| Besatzung             | 2                                                          |
| Länge                 |                                                            |
| Spannweite            | 9,70 m Kunst- und Sportflug 12,95 m Schul- und Reklameflug |
| Höhe                  |                                                            |
| Flügelfläche          |                                                            |
| Flächenbelastung      |                                                            |
| Leistungsbelastung    | 6,6 kg/PS                                                  |
| Leermasse             |                                                            |
| Zuladung              |                                                            |
| Startmasse            | 530 kg                                                     |
| Höchstgeschwindigkeit | 175 km/h                                                   |
| Gipfelhöhe            |                                                            |
| Aktionsradius         |                                                            |
| Antrieb               | ein Hirth HM 60R1, 80 PS (ca. 60 kW)                       |